# Philips Koninck
Pour les articles homonymes, voir Koninck.
Philips Koninck est un peintre néerlandais du Siècle d'or né le 5 novembre 1619 à Amsterdam et mort en 1688, enterré le 4 octobre dans la capitale hollandaise. Il était spécialisé dans les paysages.
Son nom peut se trouver sous différentes orthographes. En effet, il est possible de retrouver Koninck écrit avec un C (Coninck), précédé de de (de Koninck), sans C à la fin (Konink), avec un X (Koninckx) ou avec un G (Koning).

## Biographie
L'un des six fils de l'orfèvre Aert le Koninck, il est le frère de Jacob Koninck qui est l'aîné, l'oncle de Salomon et Jacob Koninck II et de Daniël de Koninck. Il commence sa carrière de peintre à Rotterdam en 1639 sous l'apprentissage de Jacob Koninck. En 1640, il se marie avec Cornelia Furnerius, sœur d'Abraham Furnerius, un élève de Rembrandt, peintre hollandais le plus célèbre du XVIIe siècle, dont il suivit probablement les cours. 
Il quitte en 1641 Rotterdam pour retrouver sa ville natale Amsterdam où il finira sa carrière en 1676.
En 1657, il se remarie avec Margaretha de Rijn. Le  couple a habité sur le Kaisergracht et a eu huit enfants. Il meurt en 1688 à Amsterdam et les frais de son enterrement le 4 octobre couteront 600 florins, soit l'équivalent d'un salaire mensuel de l'époque.

## Œuvre

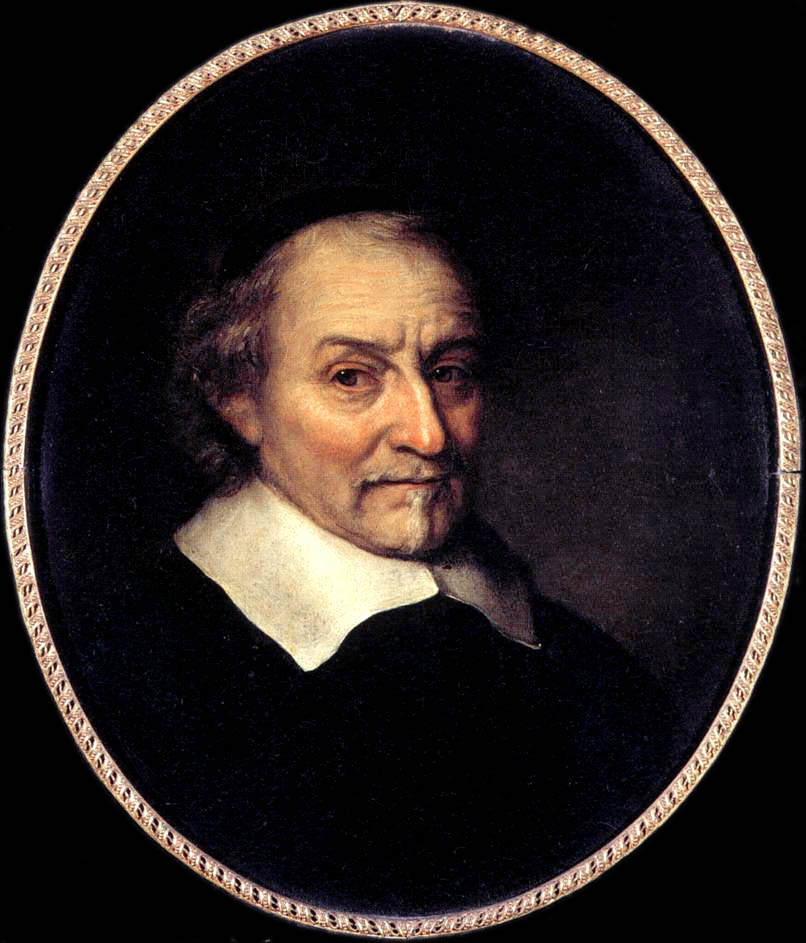
Portrait de Joost van den Vondel par Philips Koninck

Son style s'inscrit dans la lignée du peintre Hercules Seghers.  Philips Koninck est à la fois peintre de genre, d'histoire, de portraits, d'architecture et surtout de paysages.
C'est dans les années 1640, après son passage chez Rembrandt, qu'il se mit à peindre ses vastes panoramas, en perspective cavalière qui influenceront notamment le peintre français Georges Michel. Anthonie van Borssom aurait continué l'œuvre de Koninck.
Ses portraits étaient eux aussi reconnus tout particulièrement pour leur vivacité et leur similitude. L'écrivain Joost van den Vondel a ainsi commandé plusieurs portraits à l'artiste comme celui du haut de la page.
On peut trouver des œuvres de Philips de Koninck dans les musées suivants : Alte Pinakothek, Munich ; Detroit Institute of Arts, Détroit ; Fine Arts Museums of San Francisco, San Francisco ; Ermitage, Saint-Pétersbourg ; J. Paul Getty Museum, Los Angeles ; Metropolitan Museum of Art, New York.
Ses principales œuvres sont : 
- Vue Panoramique avec rivière, 1648–1649, huile sur toile, 41 × 58 cm, Metropolitan Museum, New York[2]
- Paysage avec des chaumières au bord d'un chemin, 1655, huile sur toile, 133 × 167 cm, Rijksmuseum, Amsterdam[3]
- Un Paysage panoramique, 1665, huile sur toile, 138 × 167 cm, J. Paul Getty Museum, Los Angeles[4]
- Joost van den Vondel, 1665
- L'accès à une forêt
- La couturière, 1671
- Le paysage à la rivière (titre original : Rivierlandschap), 1675

Dessins :
- Le Christ au milieu de ses disciples[5], plume et pointe de pinceau, encre brune, lavis brun et gris, H. 198 ; L. 260 mm, Beaux-Arts de Paris. Ce dessin rappelle explicitement le style de Rembrandt des années 1640. Il a été attribué par Sumowski en le rapprochant de la Mise au tombeau du Christ du Cabinet des estampes de Berlin, qui, bien que moins réussi, est de la main de Koninck. On trouve une copie grossière du dessin des Beaux-Arts au Département des Arts graphiques du musée du Louvre[6].

"
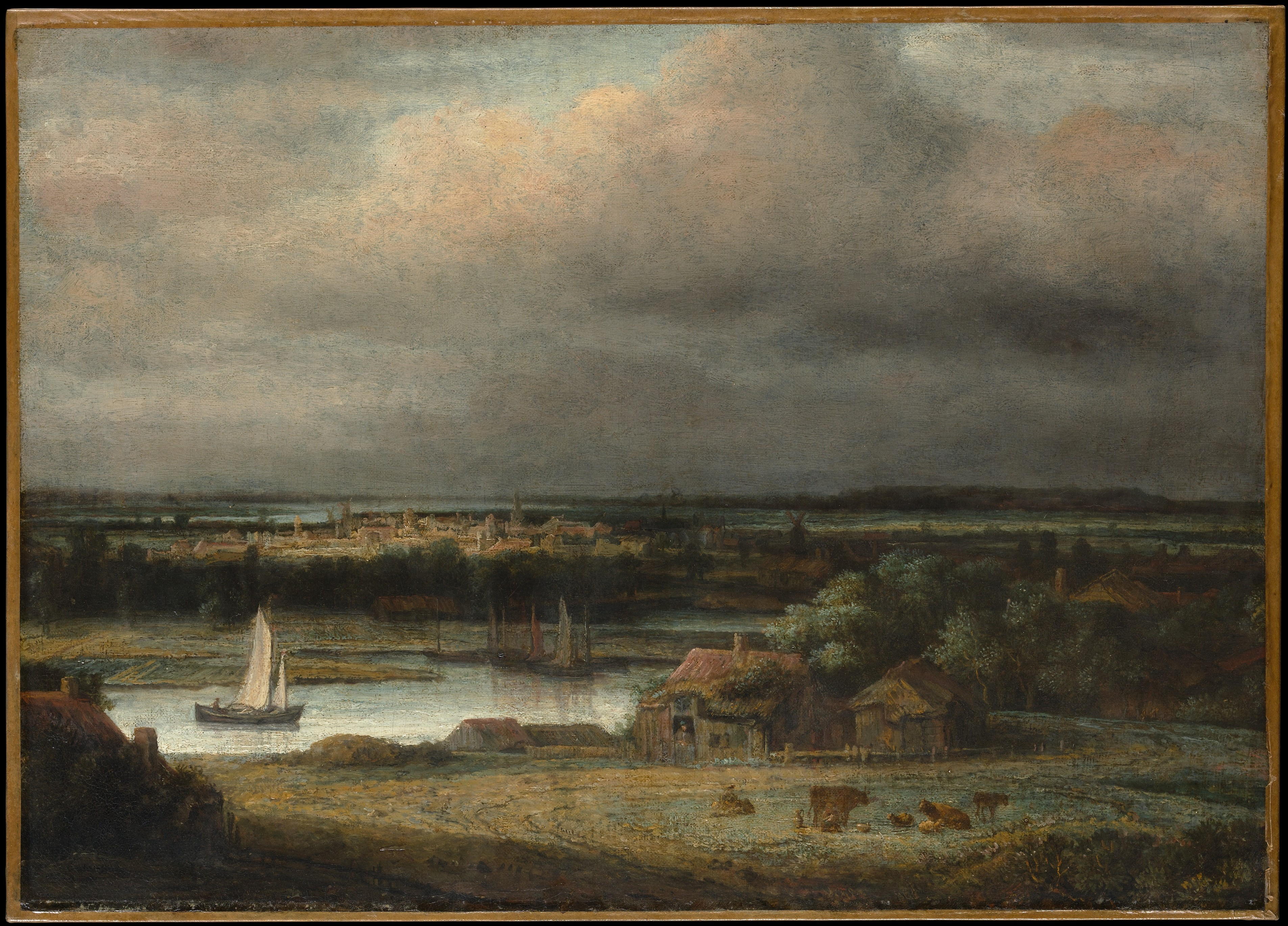
Paysage avec rivière, 1648-49 Metropolitan
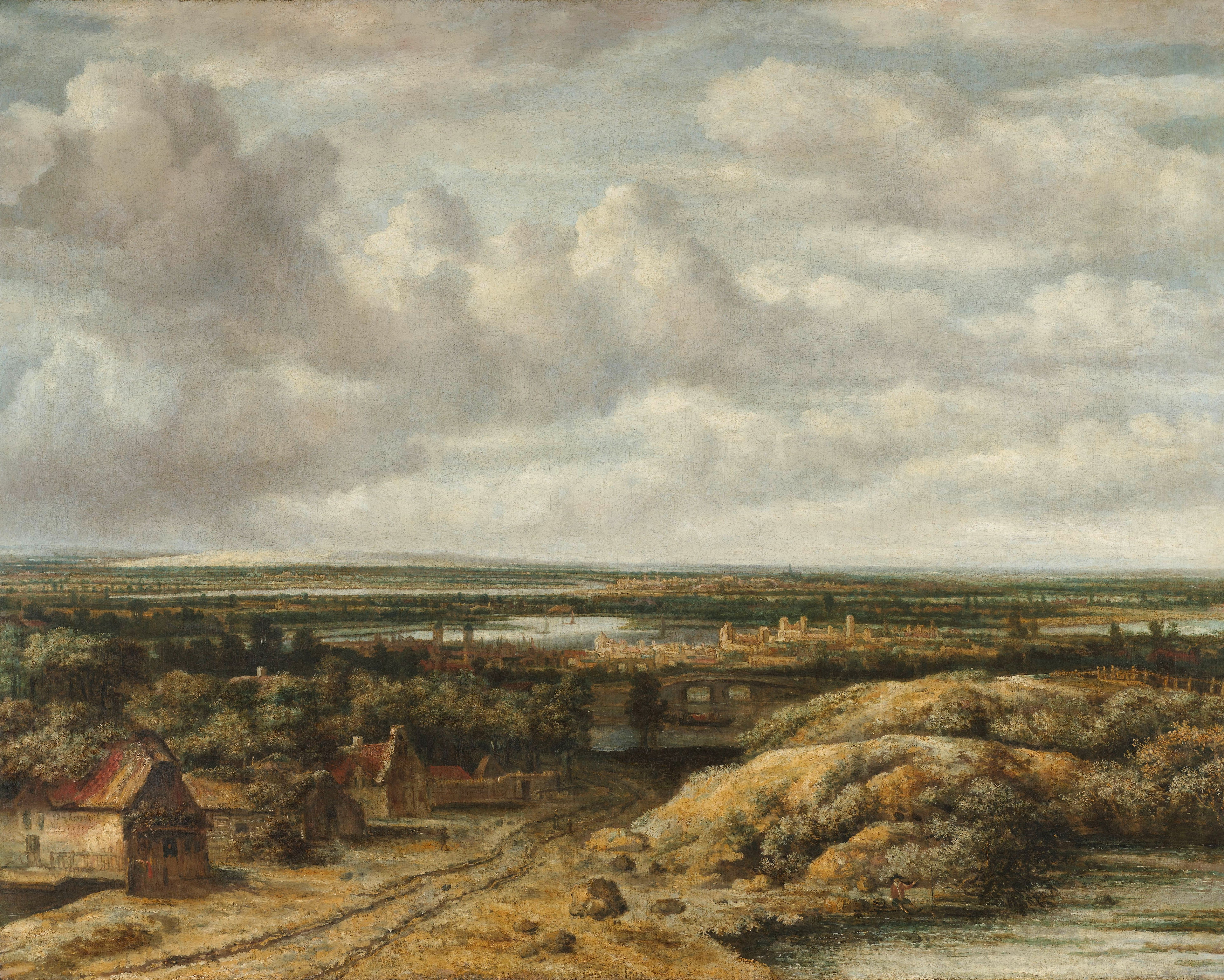
Paysage avec chaumières, 1655 Rijksmuseum
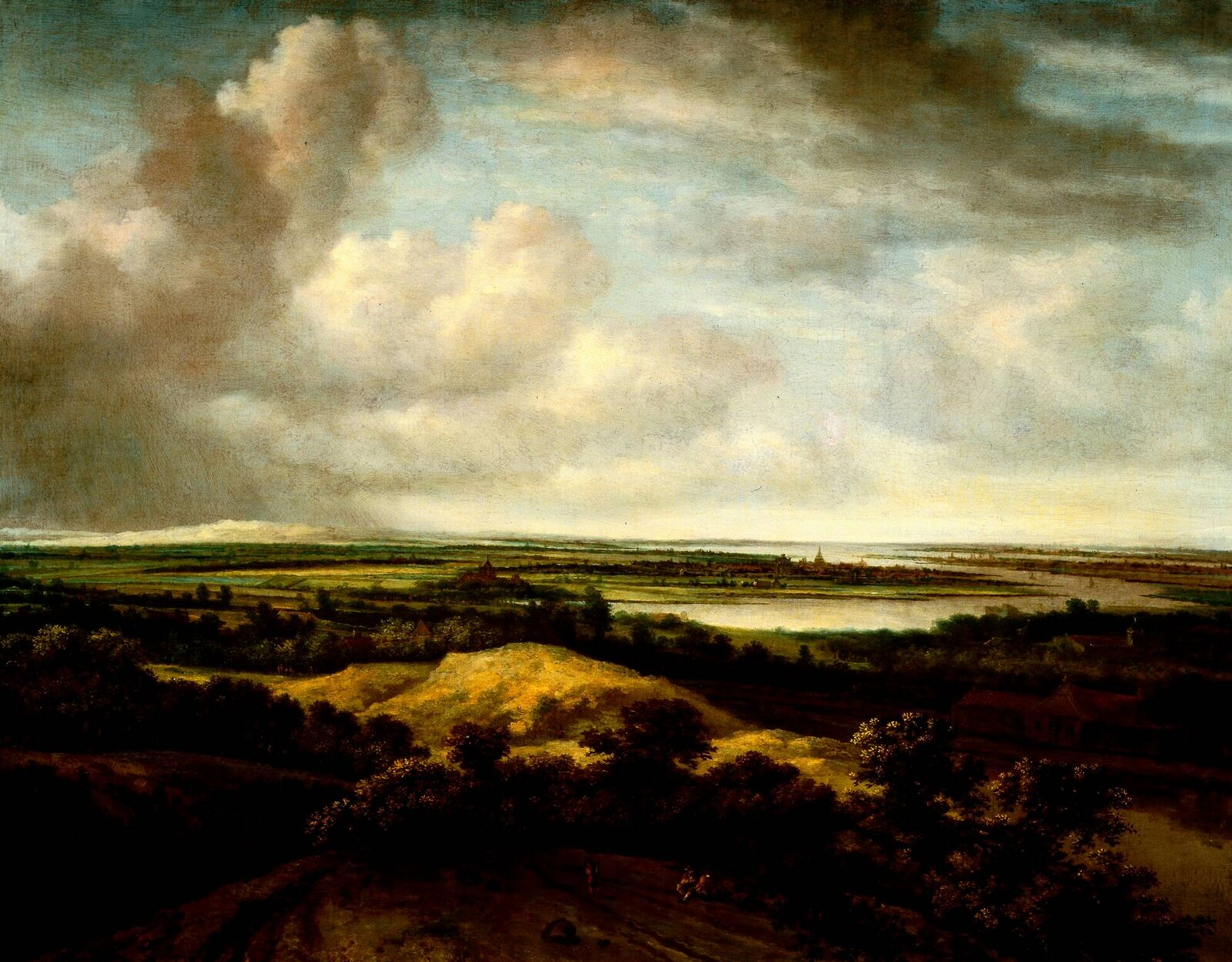
Le Paysage à la rivière, 1664 Musée Boijmans Van Beuningen
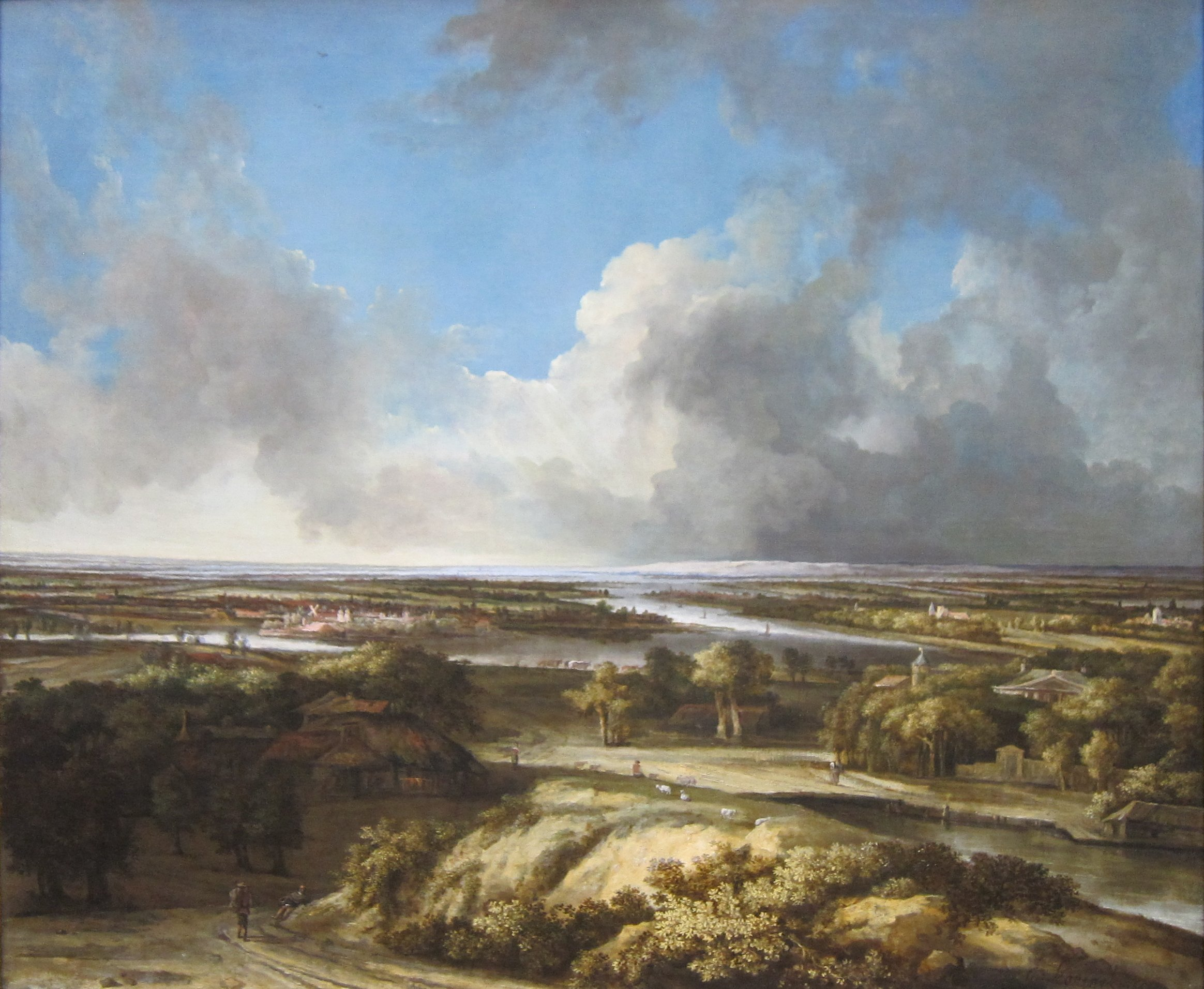
Paysage panoramique, 1665 J. Paul Getty Museum